# Colorado (Paraná)
Colorado es un municipio brasilero del estado del Paraná. Es conocida como La Capital del rodeo. El municipio tiene como patrona a Nuestra Señora Auxiliadora.

## Historia
La historia de la formación de Colorado deriva, como significativa parte de las ciudades en el Norte paranaense, de iniciativas empresariales. En el caso de Colorado fue la Compañía Colonizadora Imobiliaria Agrícola de Catanduva - CIAC que, en 1948, además de lotear áreas rurales y urbanas, fue responsable por estimular la venida de paulistas, de la región de Catanduva y proximidades para este nuevo emprendimento inmobiliario.

## Geografía
Posee un área es de 403,263 km² representando 0,2023 % del estado, 0,0716 % de la región y 0,0047 % de todo el territorio brasilero. Se localiza a una latitud 22°50′16″ sur y a una longitud 51°58'22" oeste. Su población estimada en 2010 es de 22.340 habitantes.

### Demografía
Datos del censo - 2007
Población Total: 20.957
- Urbana: 18.772
- Rural: 2.185
- Hombres: 10.360
- Mujeres: 10.597

Índice de Desarrollo Humano (IDH-M): 0,719
- IDH-M Salario: 0,627
- IDH-M Longevidad: 0,716
- IDH-M Educación: 0,813

El Aeropuerto más próximo es el de Maringá a 87 km.
Colorado fue conocida por realizar anualmente una de las mayores fiestas de rodeos del Brasil. En 2010 realizó su 36.ª Fiesta del Peón, entre 19 y 28 de marzo, siguiendo la tradición en la ciudad. 